# 今夜はつれづれ
「今夜はつれづれ」（こんやはつれづれ）は、1983年10月10日に発売された野口五郎の45枚目のシングルである。

## 収録曲
1. 今夜はつれづれ
作詞：三浦徳子／作曲：宇崎竜童／編曲：後藤次利
2. 夜の虹
作詞：三浦徳子／作曲：宇崎竜童／編曲：後藤次利